# アニャンガ

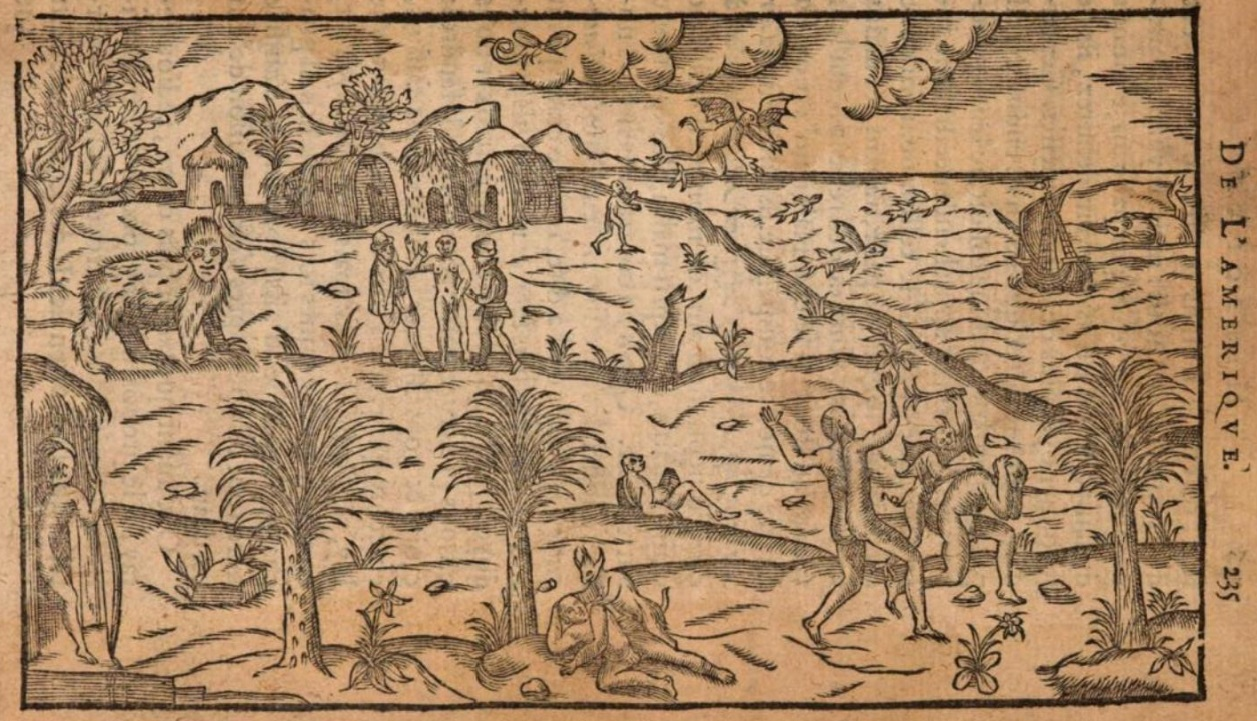
エニャン[仮カナ表記] (Aygnan) は、獣や鳥、ほか奇妙な形で現れる。レリー著『ブラジル航海記 Histoire d'vn voyage』（1580年版）

アニャンガ （ポルトガル語: Anhangá, Anhanga; フランス語: Agnan, aignen）は、ブラジルの先住民のいくつかの世界観にみえる「邪悪な精霊」。インディオ主義派文学にも登場する。
この邪悪な精霊は、死者の魂を苦しませると信じられており、これが自然界において嵐やその前触れの騒音となって顕現するという。また、生者がどこにいても、たえず執拗に苦しませ、殴打されるような感覚だとされる。それは様々な獣や鳥の姿で現れる（現代の採集伝承ではアルマジロや魚類のピラルク等もふくまれる）。特に猟師の素行に対し、発熱や発狂の罰をあたえるが、子持ちの雌（牝鹿）を狙うとそうなるとも伝わる。すなわち平野の狩りの獲物たち（現代資料では森の動物）の守護者でもあり、そのときはたいてい、眼光がらんらんとした白鹿の姿であるという。また、死者の魂が楽園「悪なき地 」の旅路に無事つけるかどうか、アニャンガが邪魔をしないかを葬送の儀式中には配慮するという。

## 名称
アニャンガ（Anhangá）という名の「邪悪な精霊」 は、Anhanとも表記され、フランス語の音写の場合、アニャン（Agnan）やや エニャン[仮カナ表記]（aignan, aignen, aygnan 等と表記される
先住民の言語ではトゥピ語: Anhang<añánga; サテレ・マウェ語:  Anhang/Ahiag Kag または Ahiãgなどの表記がある。

### 異名
アニャンはまた、状況次第でジュルパリと同一視でき、または「ジュルパリ」の名で呼ばれることが北部のトゥピ族のあいだで多いという。
また カアジェレ[仮カナ表記]（Kaagere）も異名のひとつと言われる。

### 語源
語源については、一説によれば Anhanga は anho "独り" + anga "幽霊、精霊"からなるとされる。

#### バントゥ語による民間語源
アフリカ大陸からやってきたバントゥー系移民は、アニャンガを知ると、自分らの母国語で解釈できる名前だと思いこみ民間語源（欺瞞的同根語）をつくりだした。ブラジルの黒人狩猟者は、アニャンガを母国語の"n'hanga" 「狩猟」や "ri-nhanga" 「狩人」から形成される語だと、"おのずと"解釈したのである。

### アクセント記号
アニャンガの表記が anhanga と anhangá とあり、アクセント記号の有無でぶれ、発音も違ってくるが、そのいきさつを作家のマシャード・デ・アシスが次のように述べる： 
当初はアクセント無しの anhanga であり、本来の発音である「前音節の主強勢」（paroxytone）を反映していた。しかし17世紀頃から詩作などで アクセント付きの anhangá が多用されるようになり、発音が「末尾音節の主強勢」（oxytone）に移行してしまった。

## トゥピナンバ族の伝承
トゥピナンバ族の伝承では、アニャンガは色々なものに姿を変えることが出来た（ § 動物形態を参照） 。アニャンガ（アニャン）は、死者の魂を苛ませるとされた。アニャンガは死者のみならず、頻繁にいろんな所にあらわれ、絶え間なく生者をも苛ませる（殴打するとも）。アニャンガから過去に受けた苦しみの記憶すらが、苦痛となるという。トゥピナンバ族は、この邪悪な精霊をなによりもさしおいて恐れたという。
この邪悪な精霊は、死者の葬儀のときに原住民が特に怖れ気づかったものである。死者の魂は、その楽園「悪なき地 」（別名グアジュピア）。遺体のそばには火が焚かれて温度を保ち、食べ物が供物される。食べ物は死者が摂取するためのものでもあるが、アニャンガが食べ物につられて死者を食らわないための厄除けでもある。この火も、死者が暖を取るためだけでなく、アニャンガを遠ざける目的がある。また、弔う生者は、すでに竪穴に入れられた死者（つまり楽園への旅路についた者）にむかって、火は絶やすなよ、などと語りかける。また、その楽園にいく資格があるのは高徳な（つまり多くの敵を殺し、食らった戦士の）魂だけであり、高い山の（向こうの）その「地」にいける。しかし、国を守らなかった者たちの魂は、苦痛の悪魔アニャンのもとに送られるのだという。
16世紀の宣教師アンドレ・テヴェによれば、原住民らが水上を航行する際に、嵐や台風の轟音がどこからか聞こえると、それは"親戚や友の魂"によるものだといっており、アニャンのしわざだとしていた。 テヴェによれば、聖ヨハネ福音書を唱えてやると（アニャンに襲われ苦しんだり錯乱する）発作が落ち着いたことが何度かあったという。
「アニャンガピタ」（ポルトガル語: anhangapitã, スペイン語: añangapitanga、「赤い悪魔」などと意訳）の名前からして亜種ともとれる幻獣は、一部の解説によればカーバンクル（carbunco, carbúnculo）やテイニアグア（teiniaguá）と呼ばれるものと同一である（言語学者ダニエル・グラナダや、次いでアウグスト・メイエル）。

## マウェ族の伝承

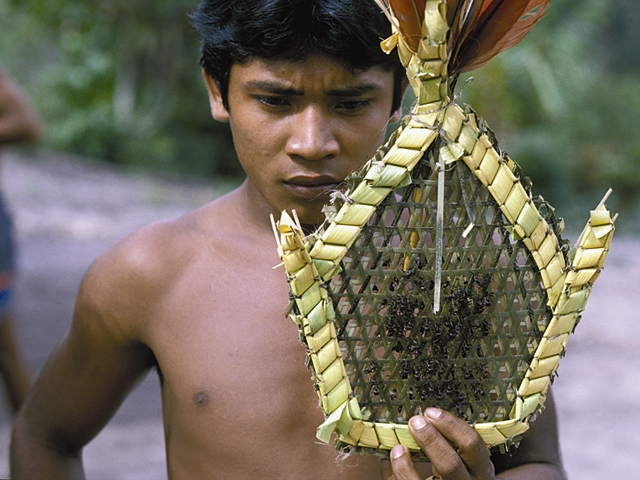
サテレ・マウェ族の若者と通過儀礼の道具（サシハリアリのつまった手袋）

マウェ族の間でもアニャンガに相当するアヒァング[仮カナ表記]（マウェ語: ahiãg）が悪魔とされ、ユルパリ（Yurupari、ジュルパリ）の眷族とされる。様々な形態に変身でき、人間をたぶらかし、呪い、憑依し、誘拐して殺して食らうとして恐れられてきた。 泳ぐことができないか、もしくは水を恐怖するといわれ、これは水の精スクユウェラ[仮カナ表記]（Sukuyu'wera） が天敵であるため、とされる。

## 動物の守護者

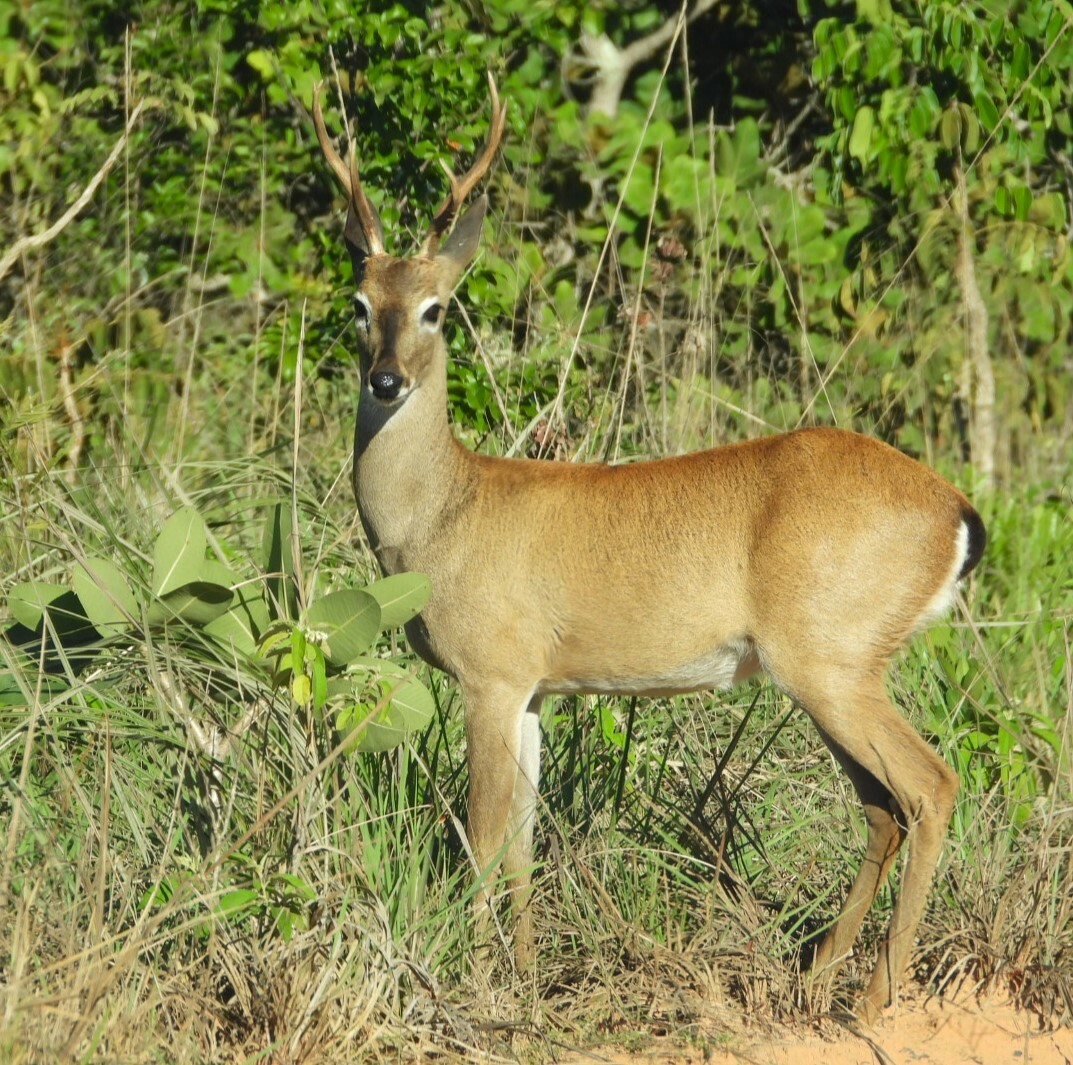
パンパスジカ。アニャンガは、白鹿や赤鹿の姿で人間の前に現れるという

19世紀の文献（クート・デ・マガリャンイスの著述）によれば、アニャンガは、燃えるような眼光をもつ白鹿の姿で現われる、動物の守護神的な存在である。アニャンガは開けた平野（カンポ、campo）の動物を狩人から守る存在とされ、森（マット、mato）の動物の守護はカイポラ（Cahipora, Cahapora, Caipora）が司るとされている。
ところが後年になると、アニャンガが森の動物の番人であるという説明が散見される、一例にフェレイラ編『ポルトガル語新辞典』（第2版、1986年）。また シマス著のブラジル幻獣本（2024）も挙げられる。また、文部大臣まで務めあげたアントニオ・オアイスも、アニャンガは"トゥピ神話における森の精霊であり、動物や植物の守護者"と述べる。同氏によれば、"貪ることも殺すこともしない。 ただ、狩人のとりとめない欲望の犠牲となった動物たちを復讐するのだ"という。
精霊アニャンガは平野の狩りの結果に関与し、目を付けた狩人を"発熱や、ときには発狂"に追いやるといわれる。授乳中の動物（訳出では"子持ちの動物"）を狙うハンターなどは、かっこうの対象になるという。
これに関する伝説（クート・デ・マガリャンイス談）によれば、北部パラー州サンタレンで、トゥピナンバ族の狩人が牝鹿と小鹿を追っていた。そして小鹿をつかむと悲鳴をあげさせ、おびきよせた母鹿を仕留めた。 と、そう思ったが、アニャンガの幻影から覚めると、自分の母親を射殺していた。
カマラ・カスクードは、かつてマガリャンイスが伝えた鹿神伝説が、現代期において遷移したありさまを説明する：
アニャンガは言葉の混乱による神話である。未開人たちを恐れおののかせたのはアンガ（Anga）、すなわち彷徨える魂、亡霊、死者の霊魂である。恐ろしく、実体はなかった。邪悪なもの、かたちのない激しい恐怖。臆病な者たちは、火の熱の[庇護をもとめて]草小屋にかけこみ、暗い熱帯夜がつづくあいだ閉じこもりなきりになった。火のような目をした鹿の体のアニャンガは、ヌーメン（神的存在）、種の守護者、トーテム的な定番的存在、トゥピ族の地域的な迷信である。他の先住民には伝搬しなかったが、混血のメスティーソには知られ、平野の狩りの守護者という役割が失われた... 論理的に考えれば、最初の神話、原・神話[の段階]では、肉体をもたないない魂たるアンガがいて、恐怖をばらまいていたのである。

## 動物形態
アニャンガは、哺乳類、鳥、魚、爬虫類の形態をとると言われる。具体的には、亜種として人面獣型（mira-anhanga）、アルマジロ型（tatu-anhanga）、鹿型 （suaçu-anhanga）、牛型（tapira-anhanga ）、ピラルク魚型（tapira-pirarucu）、亀型（iurará-anhanga）、シギダチョウ型（nhambu-anhanga）がいる、とカスクードの民間伝承事典（初版1954年）にみえる。
また、異聞ではジョアン・バルボーザ・ロドリゲス（1909年没）の描写があり、これによればアニャンガの権化が人間のまえにあらわれるときは"必ず鹿の姿をしており、色は赤く、角は毛でおおわれ、火のような眼光をはなち、額には十字紋がある。アニャンガ鹿（Suessú anhanga）と呼ばれる.."

## 征服・布教側と原住民

### キリスト布教の観点
宣教師ジョゼ・デ・アンシエタは、その宗教劇『Tupi-Medieval』の作中で "Anhangupiara" を登場させているが、これはアニャンガとジュピアラという名詞を複合したいわば膠着語で、アニャンガの敵、すなわち天使のような意味合いを持たせたものである。
別のイエズス会宣教師アントニオ・ヴィエイラは、『Sermão das Incontinências（身持ちの悪さに対する説教）』において、アニャンガ（Añangá）を、原住民が信仰する二面性の存在として言及している。
ネオ・ペンテコステ運動（カリスマ運動の後身）系の協会は、マウェ族のコミュニティに進出して強い存在感を示している。その教義ではアニャンガは邪悪の喧伝であり、悪魔の顕現であるとし、祈祷などで対抗すべきものだと説いている。

### 文学や比喩
アニャンガはインディオ主義派のゴンサウヴェス・ジアスによる1846年の詩集所収の「O Canto do Piaga（シャーマンの歌）」や「Deprecação（廃止）」に登場する。アニャンガは、残酷で無慈悲なものとされ、あたかも植民化体制側とグルのように描かれる。
サンタ・リタ・ドゥランの詩『カラムル』（1781年）では、アニャンガが単数か複数の悪魔、トゥパンが創造神となり、聖書の創造神話に並行した植民地主義的な神話をつむいでいる。
悪名高いバンデイランテス、バートロミュー・ブエノ・ダ・シルバも、アニャグエラ（Anhangüera）というアニャンガに由来する悪魔的な綽名をつけられている。